# Euura phylicifoliae
Euura phylicifoliae är en stekelart som beskrevs av Jens-Peter Kopelke 2001. Euura phylicifoliae ingår i släktet Euura, och familjen bladsteklar. Arten är reproducerande i Sverige.